# Baarle

Mapa Baarle. Bíle: nizozemské části, žlutě: belgické části.

Baarle je město na nizozemsko-belgické hranici rozdělené mezi oba státy. Belgická část se oficiálně jmenuje Baarle-Hertog (3 000 obyvatel), nizozemská Baarle-Nassau (6 000 obyvatel). 
Státní hranice neprochází městem souvisle, ale rozděluje území na mnoho enkláv a exkláv. Jde o 22 exkláv belgických oddělených od mateřského státu několika kilometry nizozemského území, v nichž se nachází 7 exkláv nizozemských oddělených jen desítkami až stovkami metrů od zbytku státu. Jedná se o nejsložitější průběh státní hranice v Evropě, která zde rozděluje i jednotlivé domy včetně městského úřadu. Mezi oběma státy byla uzavřena dohoda, že obyvatelé náležejí k tomu státu, ve kterém se nachází hlavní vstupní dveře do budovy. Pro jednodušší rozlišení je na domovním čísle budovy znázorněna vlajka příslušného státu. Problém vznikl již v průběhu středověku během dělení panství. Po vzniku samostatné Belgie v roce 1830 bylo ustanoveno několik komisí, které měly za úkol problematický průběh státní hranice v Baarle vyřešit. Současná podoba byla definitivně potvrzena v roce 1995. Ve městě fungují současně belgické i nizozemské veřejné služby (školy, pošty, telefonní operátoři a tp.), policejní stanice se nachází na území Nizozemska, ale slouží zde společně policisté obou států. Administrativně náleží obec Baarle-Hertog k belgické provincii Antverpy a Baarle-Nassau k nizozemskému Severnímu Brabantsku.

## Fotogalerie

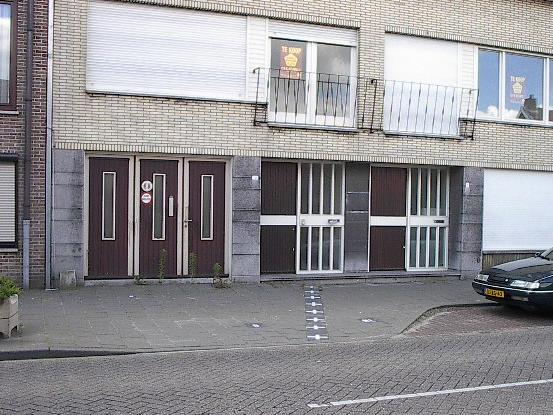
Dům ve dvou státech. Státní hranice je vyznačena bílými křížky na chodníku.
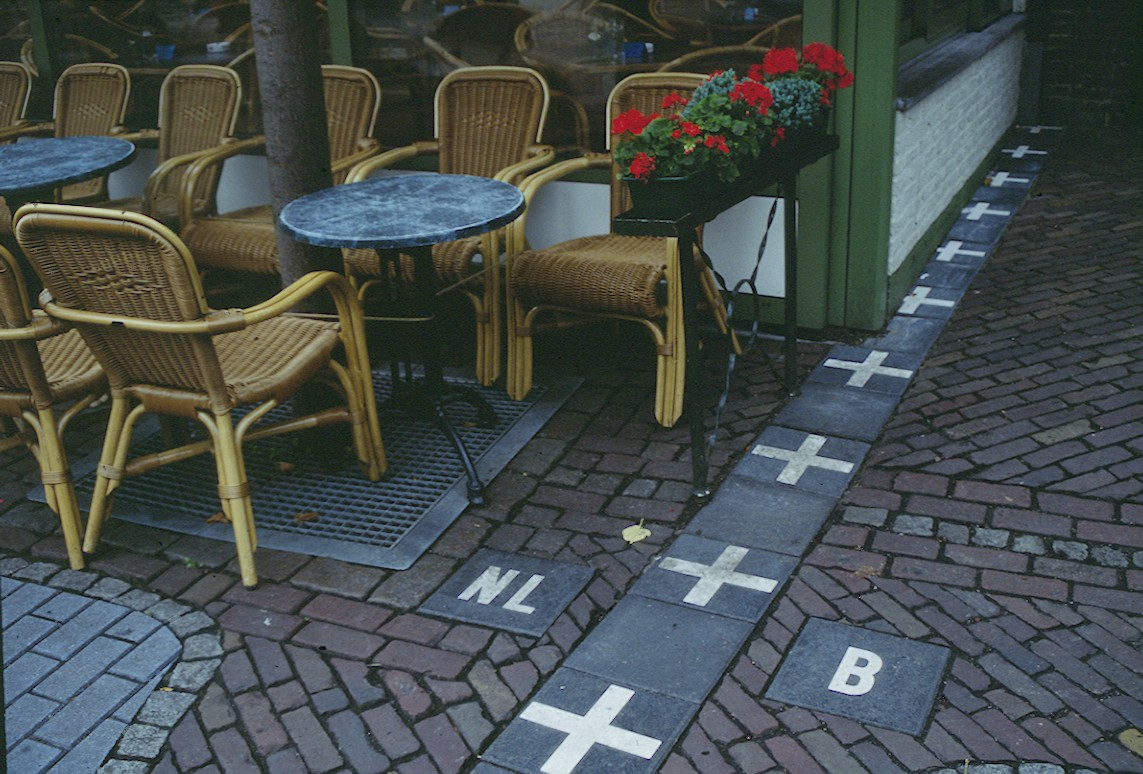
Státní hranice procházející podél zahrádky kavárny.
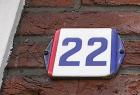
Nizozemské číslo domu
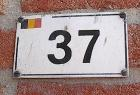
Belgické číslo domu
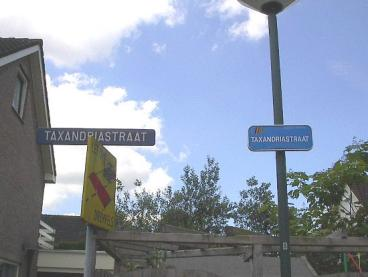
Nizozemský dům se zahradou v Belgii
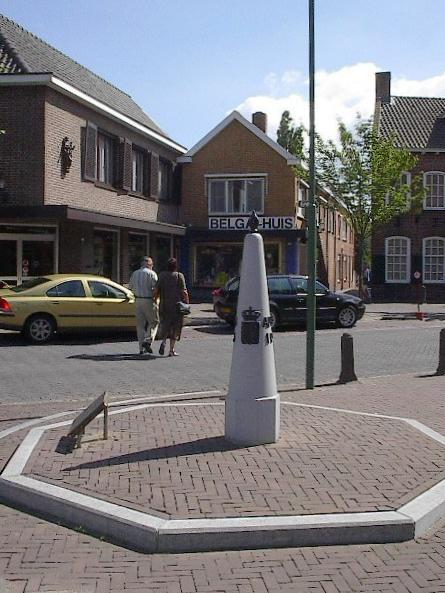
Hraniční kámen v centru města